# Sukaramai (Baiturrahman)
Sukaramai is een bestuurslaag in het regentschap Banda Aceh van de provincie Atjeh, Indonesië. Sukaramai telt 4054 inwoners (volkstelling 2010).